# Pablo Larrazábal
Pablo Larrazábal (* 15. Mai 1983 in Barcelona) ist ein spanischer Profigolfer.

## Karriere
Bevor er 2004 seine Karriere als Profigolfer startete, arbeitete er auf der Fischfarm seines Vaters.
Bekannt wurde er durch seinen Sieg bei den Open de France 2008. Am Ende jener Saison wurde Larrazabal als bester Neuling mit dem Sir Henry Cotton Rookie of the Year Award ausgezeichnet.

## European Tour Siege
- 2008 Open de France ALSTOM
- 2011 BMW International Open
- 2014 Abu Dhabi HSBC Golf Championship
- 2015 BMW International Open
- 2019 Alfred Dunhill Championship (auch Sunshine Tour)

## Andere Turniersiege
- 2012 Peugeot Alps de Barcelona (Alps Tour)

## Teilnahmen an Mannschaftswettbewerben
- World Cup: 2008
- Royal Trophy (für Europa): 2009
- Seve Trophy (für Kontinentaleuropa): 2011
- EurAsia Cup (für Europa): 2014 (remis)

## Resultate bei Major Championships
| Tournament        | 2008 | 2009 | 2010 | 2011 | 2012 | 2013 | 2014 | 2015 | 2016 | 2017 |
| ----------------- | ---- | ---- | ---- | ---- | ---- | ---- | ---- | ---- | ---- | ---- |
| Masters           | DNP  | DNP  | DNP  | DNP  | DNP  | DNP  | DNP  | DNP  | DNP  | DNP  |
| US Open           | DNP  | DNP  | DNP  | DNP  | DNP  | DNP  | CUT  | DNP  | DNP  | DNP  |
| Open Championship | T70  | CUT  | DNP  | T30  | T45  | DNP  | CUT  | CUT  | DNP  | CUT  |
| PGA Championship  | CUT  | DNP  | DNP  | T45  | CUT  | CUT  | CUT  | CUT  | DNP  | CUT  |

DNP = nicht teilgenommen

CUT = Cut nicht geschafft

„T“ geteilte Platzierung

Grüner Hintergrund für Siege

Gelber Hintergrund für Top 10